# Montañas Uinta
Las montañas Uinta (del inglés: Uinta Mountains) son una cordillera ubicada en el noreste de Utah, a unos 160 km de Salt Lake City, y el extremo noroeste de Colorado, en los Estados Unidos. Se trata de una cordillera secundaria de la Montañas Rocosas, la cordillera más alta de todas las de los Estados Unidos continentales que van de este a oeste. Las cimas varían entre los 3400 y los 4100 metros, y la más alta es Kings Peak con 4123 metros, el punto más alto del estado de Utah.